# امزفرون
امزفرون هي قرية في إقليم وزان ضمن جهة طنجة - تطوان بالشمال الغربي للمغرب. كان مجموع عدد سكان جماعة امزفرون 8.110 نسمة.(تعداد السكان الرسمي 2004)

## دواوير الجماعة
- امزفرون
- حمارة
- تورات
- تورتة
- حيط
- حارت
- بني عاصم
- قصيبة
- تشار عالية
- ذار ضبع
- زرازار
- زراهنة
- قصيبة
- زاوية
- شاوية
- قلعة
- بوحسينة